# 에이프릴 스티븐스
에이프릴 스티븐스(April Stevens, 1929년 4월 29일~2023년 4월 17일)은 미국의 가수, 음악가이다.